# 인벤
인벤(inven)은 2004년 11월 11일에 오픈한 대한민국의 게임 전문 웹진이자 커뮤니티이다. 인벤 인터넷 방송국을 통해 다양한 게임 리그나 프로그램을 제작, 진행하기도 한다.

## 사건 및 사고
2018년 5월 31일, 인벤 측은 게시판 관리 미흡에 대해 1차 사과문을 올렸다. 6월 1일 특정 성별 혐오글이 여러 차례 게시판에 올라왔지만 제재하지 않아 역시 관리 부실 비판을 받았다. 이에 대해 인벤 측은 2차 사과문을 올렸다.
한편 인벤 직원이 인벤 주요 사용자를 비방했다는 주장이 제기되며 또다시 비판을 받았다. 인벤 측은 3차 사과문을 올렸으며, 문제를 일으킨 직원들을 징계하겠다고 했다. 3차 사과문이 올라온 이후, 한때 인벤 직원으로 근무했다는 네티즌 한 명이, 인벤 측이 직원 채용 시 근로계약서를 작성하지 않았으며 '대표는 일주일에 한번, 남성 직원들과 술을 마시기 위해 출근한다'고 주장했다.
인벤 측은 대표 이사 명의로 6월 3일 자정 무렵 또다시 사과문을 올렸다. 인벤은 재발방지를 약속했으며, 문제가 되었던 직원들은 징계 또는 해고했고, 고용 문제에 대해서는 "2016년 6월부터 일 7시간, 주 35시간 근무제도를 시행 중이고 신입 정직원 연봉을 최소 2,400만 원 이상으로 책정하고 있으며 전 직원 근로계약서를 작성하고 있다"고 해명했다.
2021년, 에펨코리아, 와이고수 등 다른 남초 커뮤니티와 함께 디지털 성범죄의 온상 중 하나로 지목받았다.